# Kreiskartenwerk
Das Kreiskartenwerk war ein Kartenwerk, das in der DDR für den Heimatkundeunterricht und für das Fach Geographie an den Polytechnischen Oberschulen verwendet wurde. Auf einem Blatt wurden allgemein-geographische  und thematische Karten eines Kreises zusammengestellt. Die Karten wurden als Schülerhandkarten und als Wandkarten geliefert.

## Entstehung
Das erste Kreiskartenwerk wurde in den Jahren 1956 bis 1965 entwickelt und bestand aus inhaltlich und grafisch identisch gestalteten Wand- und Handkarten in 130 Titeln. Die Neubearbeitung und Auslieferung des zweiten Kreishand- und Kreiswandkartenwerkes (178 Titel) erfolgte im Zeitraum 1976 bis 1989.
Das neubearbeitete Kreiskartenwerk, das im Auftrag der Akademie der Pädagogischen Wissenschaften der DDR (APW) entwickelt und an die damaligen Polytechnischen Oberschulen zentral und kostenlos ausgeliefert wurde, entstand in enger Zusammenarbeit der Pädagogischen Hochschule Potsdam und des VEB Hermann Haack Gotha. Die Herausgabe der neuen Handkartentitel erfolgte 1980 bis 1988, während die Einblatt-Wandkarten (ca. 1 m² groß) im Zeitraum 1983 bis 1989 erschienen. (Konzeption: E.Breetz. Redaktion: W.Görtler u. a.).
Von 1985 bis 1989 wurde auch ein Bezirkskartenwerk erarbeitet.
Wenn auch Restexemplare des einstigen zweiten Kreiskartenwerkes, des aufwändigsten schulkartografischen Serienerzeugnisses der DDR, in ihren Titeln den Namen nicht mehr aktueller Verwaltungseinheiten (Kreise) tragen, werden insbesondere die Wandkarten gelegentlich (2010) noch als Poster zur schnellen Orientierung und zum Erfassen regionaler Landschaftsgliederungen genutzt (beispielsweise in Hotelrezeptionen, Touristenbüros, Naturschutzzentren und in anderen öffentlichen Einrichtungen).

## Schülerhandkarten
Im Unterschied zu dem im Zeitraum 1956 bis 1965 entwickelten Kreiskartenwerk wiesen die neuen Handkarten einen beidseitigen Druck auf. Jedes Kartenblatt enthielt auf der Vorderseite die mehrfarbige allgemein-geographische Hauptkarte (Kreiskarte im eigentlichen Sinne) und auf der Rückseite vier einfarbige thematische Karten über das Kreisgebiet mit den Themen Verkehr, Kultur, Industrie und Landwirtschaft.
Für die allgemein-geographische Hauptkarte wurde grundsätzlich der für die Schüler leicht verständliche Maßstab 1:100.000 angestrebt. Da aus Gründen der Handlichkeit eine Formatbegrenzung von 45 cm Länge und 55 cm Breite festgelegt worden war, konnte dieser Maßstab nicht auf allen Handkarten angewendet werden.
Entsprechend der Formatbegrenzung und zwecks Erleichterung der räumlichen und begrifflichen Orientierung für die Schüler wurde die im alten Kreiskartenwerk bevorzugte Abbildung von Kreisgruppen weitgehend vermieden, so dass das neue Kreiskartenwerk in der Mehrzahl Titel von Einzelkreisen aufwies.

## Wandkarten
Die 1983 bis 1989 erschienenen Kreiswandkarten waren Vergrößerungen der allgemein-geographischen Hauptkarte der Handkarte, vornehmlich im doppelten Maßstab der Handkarte (beispielsweise 1:50.000 oder 1:60.000). Im Unterschied zu den alten, großformatigen Wandkarten (einheitlicher Maßstab 1:25.000), die aus Teilblättern (Sektionen) zusammengesetzt waren, erfolgte der Druck der neuen Wandkarten nur auf einem Blatt, wodurch dem frontal arbeitenden Schüler ein vollständiges Überblicken des gesamten Kartenbildes und damit eine schnelle räumliche Orientierung ermöglicht wurde. Auch von der gesamten Klasse konnte die neue Einblatt-Wandkarte (EWK) bei demonstrativen Erläuterungen des Lehrers oder eines Schülers vollständig eingesehen werden.
Auf Grund der inhaltlichen und graphischen Gleichheit von allgemein-geographischen Hand- und Wandkarten ergaben sich keine Schwierigkeiten in der wechselseitigen Orientierung der Schüler, zumal auf der Wandkarte alle bedeutenden Strukturelemente bis zu einem Betrachtungsabstand von 7 m noch deutlich erkennbar waren.